# アレクサンドル・アダバシャン
アレクサンドル・アルテモヴィチ・アダバシャン（Александр Артёмович Адабашьян Aleksandr Artemovich Adabashyan 1945年8月10日 -、モスクワ出身）はソビエト連邦およびロシア連邦の監督、美術監督、脚本家、俳優、画家、インテリアデザイナーである。1983年と2016年にロシア功労芸術家を受賞。1983年は画家(美術家、芸術家)、2016年は美術家としての功績による。

## キャリア
モスクワのアルメニア人家庭に生まれ、ロシア文化の中で育つ。1962年モスクワ芸術産業大学に入学。1964年より三年間軍隊で勤め、復学して美術コース(金属工芸学部)を修了した。

1970年の夏季実習で、在学中に知り合った友人ニキータ・ミハルコフ監督のショートフィルム(卒業制作)『戦争の終わりの穏やかな日』に舞台美術で参加した。それ以来、ミハルコフ作品の多くに美術監督、脚本家、俳優などの形で関わっている。

1990年、フランス映画『マド、郵便局留めで』で映画監督としてもデビューし、この作品はカンヌ映画祭の「フランス映画の視点」賞を受賞した。1997年から1998年にはオペラを二作品監督した。モスクワのいくつかのレストランのインテリアデザインも手がけている。

コメディ俳優としても活躍し、数多くの作品に印象的な役どころで出演している。代表的な役に『シャーロック・ホームズとワトソン博士の冒険：バスカヴィル家の犬』(ワシーリー・リヴァーノフ主演の通称ロシア版ホームズ)の執事バリモア、『五つの夜に』のチモフェーエフ、ミハイル・ブルガーコフ原作『巨匠とマルガリータ』のベルリオーズ、『名探偵シャーロック・ホームズ』の編集者などがある。

## 作品

### 出演
1975年　『愛の奴隷』／Раба любви　－サイレント映画の監督役

1978年　『シベリアーダ』／Сибириада　－店員役

1979年　『五つの夜に』／Пять вечеров　－チモフェーエフ役

1981年　『シャーロック・ホームズとワトソン博士の冒険：バスカヴィル家の犬』／Приключения Шерлока Холмса и доктора Ватсона: Собака Баскервилей　－執事バリモア役

1981年　『親戚』／Родня　－給仕サーニャ役

1982年　『夢うつつを飛ぶ』／Полёты во сне и наяву　－彫刻家役

1986年　『護符よ、護りたまえ』／Храни меня, мой талисман　－ムッシュー・ダルディエ役

1987年　『黒い瞳』／Очи чёрные　－療養所のスタッフ役

2005年　『巨匠とマルガリータ』／Мастер и Маргарита －ベルリオーズ役

2007年　『12人の怒れる男』／12　－執行官役

2008年　『ドモヴォーイ』／Домовой　－出版者役

2010年　『戦火のナージャ』／Утомлённые солнцем 2: Предстояние　－党職員役

2013年　『名探偵シャーロック・ホームズ』　－編集者役

2013年　『犬の楽園』／Собачий рай　－ボリス役

### 監督
1990年　『マド、郵便局留めで』／Мадо, до востребования

2002年　『アザゼル』／Азазель

### 脚本(共同脚本含む)
1979年　『五つの夜に』／Пять вечеров

1979年　『オブローモフの生涯より』／Несколько дней из жизни И. И. Обломова

1987年　『黒い瞳』／Очи чёрные

1990年　『マド、郵便局留めで』／Мадо, до востребования

2013年　『犬の楽園』／Собачий рай

### 美術
1970年　『戦争の終わりの穏やかな日』／Спокойный день в конце войны

1974年　『光と影のバラード』／Свой среди чужих, чужой среди своих

1975年　『愛の奴隷』／Раба любви

1977年　『機械じかけのピアノのための未完成の戯曲』／Неоконченная пьеса для механического пианино

1979年　『五つの夜に』／Пять вечеров

1979年　『オブローモフの生涯より』／Несколько дней из жизни И. И. Обломова

1981年　『絆』／Родня

1982年　『選ばれし者達』／Избранные

1983年　『ヴァーリャ！愛の素顔』／Без свидетелей

1987年　『黒い瞳』／Очи чёрные

2013年　『犬の楽園』／Собачий рай